# Hvožďany (Příbrami járás)
Hvožďany település Csehországban, a Příbrami járásban. Hvožďany Březí, Mladý Smolivec, Čížkov, Bělčice, Předmíř, Rožmitál pod Třemšínem, Vševily, Hudčice és Volenice településekkel határos. Lakosainak száma 794 fő (2024. január 1.).

## Népesség
A település lakosságának változását az alábbi diagram mutatja:
| Lakosok száma | 2161 | 2281 | 1884 | 1379 | 880  | 808  | 779  | 788  | 778  | 794  |
|               | 1869 | 1890 | 1921 | 1950 | 1980 | 2001 | 2017 | 2019 | 2022 | 2024 |